# 湯賓
湯賓（1514年—1585年），字繼寅，號交川，直隸河間府滄州南皮縣人，軍籍，明朝政治人物。

## 生平
嘉靖十九年（1540年）庚子科順天府鄉試第一百十九名舉人。嘉靖二十九年（1550年）中式庚戌科會試第一百八名，三甲第五十七名進士。授江西安福县知县，四十三年任常州府知府，累升湖广布政司右参政，隆慶四年（1570年）八月升河南按察使，五年正月升湖广右布政使，十一月进本司左布政使。
万历元年（1573年）三月升都察院右副都御史、抚治郧阳等处地方，未任，六月由孙应鳌接任。三年二月以科道纠拾致仕。卒年七十一。

## 家族
曾祖湯福春；祖父湯澄，義官；父湯殷，縣丞。前母李氏；母劉氏。具庆下。